# Ophryotrocha wubaolingi
Ophryotrocha wubaolingi är en ringmaskart som beskrevs av Michiya Miura 1997. Ophryotrocha wubaolingi ingår i släktet Ophryotrocha och familjen Dorvilleidae. Inga underarter finns listade i Catalogue of Life.